# Polygala goetzei
Polygala goetzei är en jungfrulinsväxtart som beskrevs av Gürke. Polygala goetzei ingår i släktet jungfrulinssläktet, och familjen jungfrulinsväxter. Inga underarter finns listade i Catalogue of Life.